# Mather & Crowther
Mather & Crowther est une agence de publicité fondée en 1888 par Harley Mather et Herbert Oakes Crowther, à Londres. Elle est spécialisée dans les annonces presses jusqu'aux années 1920, puis se tourne vers une publicité moderne et dans les relations publiques avec la direction de Francis Ogilvy.

## Histoire de l'agence
Edmund Charles Mather, a 27 ans lorsqu'il crée son agence à Londres au 71, Fleet Street en 1850, et devint rapidement célèbre pour être l'homme le plus élégant de Fleet Street. Deux ans après sa mort, son fils Harley s'associe avec Herbert Oakes Crowther pour créer Mather and Crowther en 1888.
Elle a été le tremplin du publicitaire David Ogilvy, dans sa découverte du monde de la publicité comme stagiaire à Londres de 1934 à 1937 et à New York, en 1938.
Elle fut la première agence britannique à ouvrir une succursale à New York dès 1948, en partenariat avec l'agence S.H.Benson, Ltd., Anderson Hewitt et David Ogilvy sous le nom d'Hewitt, Ogilvy, Benson & Mather. Le succès de cette agence New-Yorkaise, mena au rapprochement des deux entreprises et à leur fusion en 1965, sous le nom d'Ogilvy & Mather International, Inc., aujourd'hui Ogilvy & Mather, qui est au sein du groupe WPP.

## Les campagnes célèbres de Mather & Crowther
L'agence est née à une époque ou dominait encore largement les annonces de presse, et ce n'est qu'au début des années 1920, que commencèrent à apparaître de nouvelles techniques publicitaires an Angleterre.
Ses premières campagnes reflètent bien le style de l'époque.
- Venus Soap: "Does the work for you. Not a rub in the tub"
- Mellin’s Food: "For infants, for invalids"
- Stower’s Lime Juice: "As supplied to Her Majesty. No musty flavour"
- Royal Worcester American Corsets: "Ease. Comfort. Elegance"

Mather & Crowther se spécialisa dans les annonces génériques, comme avec la campagne "Eat more fruits", avec son célèbre slogan: "An Apple a day, keeps the doctor away" réalisée pour WM Smith en 1926. Ou plus tardivement "Go to work on an egg", pour le British Egg Marketing Board en 1964.
Francis Ogilvy développa considérablement l'agence en prenant exemple sur le travail des agences américaines de Chicago, comme Lord & Thomas, et du travail de Claude C. Hopkins, et Albert Lasker. La correspondance énergique de David Ogilvy à New York, puis à Hollywood, permit à Francis de découvrir la puissance de l'étude d'opinion et des tests sur les consommateurs développés par George Gallup vers la fin des années 1930.